# Selvin De León
Selvin Efraín de León Castillo (* 9. Juli 1980) ist ein belizisch-guatemaltekischer Fußballspieler im Mittelfeld. Seit 2008 spielt er für Deportivo Heredia in der ersten Liga von Guatemala. Zuvor stand er beim Ligakonkurrenten Deportivo Petapa unter Vertrag.
Seit 2006 ist er belizischer Nationalspieler.
| Personendaten    | Personendaten                              |
| ---------------- | ------------------------------------------ |
| NAME             | De León, Selvin                            |
| ALTERNATIVNAMEN  | León Castillo, Selvin Efraín de            |
| KURZBESCHREIBUNG | belizisch-guatemaltekischer Fußballspieler |
| GEBURTSDATUM     | 9. Juli 1980                               |